# Crimen ferpecto
Crimen ferpecto és una pel·lícula espanyola d'humor negre dirigida per Álex de la Iglesia, es va estrenar a Espanya l'any 2004. A França s'estrenà l'11 de maig del 2005 i als Estats Units l'agost del 2004.

## Argument
En Rafael és un comerciant d'uns grans magatzems. En pocs anys ha esdevingut un dels venedors més cotitzats dels magatzems Yeyo's. És també un seductor irresistible i totes les venedores de la planta són amants seves. En Rafael, però, té un objectiu en la vida: escalar els graons de la jerarquia i accedir al comitè d'administració dels magatzems. Per començar, no pot conformar-se de ser el cap d'una secció, vol ser des de la propera promoció el gran cap de la planta. Tanmateix, té un rival: don Antonio Fraguas, el cap de la secció, que aspira a la mateixa plaça que ell. N'Antonio aconsegueix finalment la plaça i esdevé de facto el superior jeràrquic d'en Rafael. El mateix vespre, als lavabos de la planta, n'Antonio humilia en Rafael tot ordenant-lo que l'endemà s'encarregués d'unes tasques de manteniment que haurien de fer-les un altre personal. L'endemà té lloc una altra discussió a la cabina dels lavabos de la planta, n'Antonio, que vol fer pagar a en Rafel les seves "extravagàncies", l'acomiada, i en Rafael s'emprenya. En Rafael, a causa de l'histèric riure de n'Antonio, té una al·lucinació i creu que n'Antonio el vol matar. En Rafael finalment el mata. Però una venedora de la secció de perfumeria, Lourdes, d'un físic poc atractiu, és testimoni de l'escena. A causa del seu físic, la Lourdes és l'única venedora de la planta que no ha fet l'amor amb en Rafael, i per això se sent frustrada i té molt de rancor. Aleshores comença a xantatjar-lo sexualment i l'endinsa de mica en mica en un terrible malson.